# Nyctimystes disruptus
Nyctimystes disruptus es una rana de árbol de la familia Pelodryadidae de Papúa Nueva Guinea.  Los científicos la han visto en las cadenas montañosas del centro y este de Nueva Guinea, aunque piensan que también podría vivir en otros lugares. La encontraron de 1500 a 2000 metros sobre el nivel del mar.
Los científicos dicen que esta rana es muy similar a Nyctimystes papua pero con membranas interdigitales mayores en sus patas y líneas más claras en sus párpados inferiores. Esta rana tiene líneas cortas y quebradas en sus párpados inferiores. Puede ser de muchos colores diferentes. Los científicos han encontrado ranas marrones con manchas blancas, grises con marcas moradas y verdes con marcas marrones en la parte posterior. El macho adulto mide aproximadamente 7.4 cm de largo y la hembra aproximadamente 8.0 cm de largo.
Por un tiempo, los científicos pensaron que otro grupo de ranas, Nyctimystes oktediensis, era una especie separada, pero otros científicos dicen que estas ranas también son Nyctimystes disruptus.